# Jimmy Duncan (låtskrivare)
Jimmy Duncan, född 25 juni 1927 i Houston i Texas, död 9 november 2011, var en amerikansk låtskrivare.
Han är mest känd för att ha skrivit låten My Special Angel som år 1957 var en stor hit för Bobby Helms. Tillsammans med Bill Farley skrev han låten Rosalyn som var  bandet The Pretty Things första singel 1964. David Bowies version av Rosalyn finns på plattan Pin Ups från 1973.